# Biserica „Sfântul Gheorghe” din Tașlîc
Biserica „Sf. Gheorghe” este o biserică amplasată în Tașlîc, Unitățile Administrativ-Teritoriale din Stînga Nistrului, Republica Moldova. Este un monument arhitectural de importanță națională inclus în Registrul monumentelor Republicii Moldova ocrotite de stat cu nr. 525 (raionul Grigoriopol). Datează din jum. II a sec. XIX.